# Вивека Стен
Вивека Стен (на шведски: Viveca Sten) е шведска юристка и писателка на криминални романи, трилъри и правна литература.

## Биография и творчество
Стен е родена на 18 юни 1959 г. в Стокхолм в семейство на адвокати. От 1917 г. семейството ѝ прекарва летните си ваканции на остров Сандхамн, където има къща от много поколения, използван от писателката за фон на произведенията ѝ. Следва икономика в Стокхолмското училище по икономика и право към Стокхолмския университет, от който се дипломира през 1986 г.
След дипломирането си работи като адвокат и главен съветник в „Амадеус Скандинавия“ и Letsbuyit.com, и последно като главен юрисконсулт в „Постнорд“. Освен работата си като юрист пише правна литература. През 2010 г. е водеща в радиопрограмата „Съмър“ в шведското радио „П1“. Напуска през 2011 г. и се отдава на писателската си кариера.
Първият ѝ роман „В тихи води“ от поредицата „Убийствата на остров Сандхамн“ е издаден през 2008 г. В една юлска утрин на остров Сандхамн е открито тяло на мъж, увито в рибарска мрежа, а седмица по-късно е намерена жестоко убита жена. Случаите са възложени на инспектор Томас Андреасон, който с помощта на приятелката си от детството Нура Линде, трябва бързо да открие убиеца преди да убие отново. Романът става световен бестселър. След успеха на романите от поредицата, в периода 2010 – 2022 г. те са екранизирани за шведската телевизия в сериала „Убийства в Сандхамн“ с участието на Якоб Седергрен, Александра Рапапорт и Анки Лиден.
Произведенията на писателката са преведени на 20 езика и са издадени в над 40 страни по света.
Извън писателската си дейност тя е доброволец в Центъра за бежанци към Червения кръст.
Вивека Стен живее със семейството си северно от Стокхолм.

## Произведения

### Самостоятелни романи
- Djupgraven (2016) – с Камила Стен[1]
- Offermakaren (2020)[2]

### Серия „Убийствата на остров Сандхамн“ (Sandhamnsdeckarna)
1. I de lugnaste vatten (2008) [1][2][3]
В тихи води, изд.: ИК „Колибри“, София (2022), прев. Радослав Папазов
2. I den innersta kretsen (2009)
3. I grunden utan skuld (2010)
4. I natt är du död (2011)
5. I stundens hetta (2012)
6. I farans riktning (2013)
7. I maktens skugga (2014)
8. I sanningens namn (2015)
9. I fel sällskap (2018)
10. I hemlighet begravd (2019)

- Iskalla ögonblick (2017) – сборник с разкази

### Серия „Убийствата с гребло“ (Åremorden)
1. Offermakaren (2020)[2][3]
2. Dalskuggan (2021)
3. Botgöraren (2022 )

### Документалистика
- Förhandla i affärer
- Outsourcing av IT-tjänster
- Internationella avtal – i teori och praktik
- Skärgårdssommar (2014) – готварска книга с истории от Стокхолмския архипелаг[2]

### Екранизации
- 2010 – 2022 Убийства в Сандхамн, Morden i Sandhamn – тв сериал, 37 епизода
- 2014 – 2015 Zbrodnia – полски тв сериал, 6 епизода, по поредицата